# Szaleństwo króla Jerzego
Szaleństwo króla Jerzego (ang. The Madness of King George, 1994) – brytyjski dramat biograficzny w reżyserii Nicholasa Hytnera. Adaptacja sztuki pod tym samym tytułem autorstwa Alana Bennetta. Film opowiada prawdziwą historię Jerzego III oraz jego zdrowia psychicznego, na które wpływ miały relacje z synem, księciem Walii. Obraz otrzymał pięć nominacji do Oscara, zdobył jedną nagrodę za scenografię. W filmie wykorzystuje się fragment hymnu koronacyjnego Georga Friedricha Händla Zadok the Priest.

## Obsada
- Nigel Hawthorne − Król Jerzy III
- Helen Mirren − Królowa Charlotta
- Ian Holm − Doktor Willis
- Rupert Graves − Greville
- Amanda Donohoe − Lady Pembroke
- Rupert Everett − Jerzy, książę Walii
- Julian Rhind-Tutt − Fryderyk August, książę Yorku
- Julian Wadham − William Pitt Młodszy
- Jim Carter − Charles James Fox
- Geoffrey Palmer − Warren
- Charlotte Curley − Amelia
- Anthony Calf − Fitzroy

## Wersja polska
Wersja polska: Start International Polska

Reżyseria: Ewa Złotowska

## Plenery
- Zamek Arundel, Arundel, West Sussex
- Bodleian Library, Oksford
- Zamek Broughton, Banbury, Oxfordshire
- Eton College, Eton, Berkshire
- Royal Naval College, Greenwich
- Katedra św. Pawła w Londynie, Londyn
- Syon House, Brentford, Middlesex
- Thame Park, Oxfordshire
- Wilton House, Wilton, Wiltshire

## Nagrody i nominacje
Oscary 1995
- najlepsza scenografia – Ken Adam i Carolyn Scott
- nominacja: najlepszy aktor pierwszoplanowy − Nigel Hawthorne
- nominacja: najlepsza aktorka drugoplanowa − Helen Mirren
- nominacja: najlepszy scenariusz adaptowany − Alan Bennett

Nagrody BAFTA 1995
- Nagroda im. Alexandra Kordy za najlepszy film brytyjski − Stephen Evans, David Parfitt i Nicholas Hytner
- najlepszy aktor pierwszoplanowy − Nigel Hawthorne
- najlepsza charakteryzacja − Lisa Westcott
- nominacja: najlepszy film roku − Stephen Evans, David Parfitt i Nicholas Hytner
- nominacja: nagroda im. Davida Leana za najlepszą reżyserię − Nicholas Hytner
- nominacja: najlepsza aktorka pierwszoplanowa − Helen Mirren
- nominacja: najlepszy aktor drugoplanowy − Ian Holm
- nominacja: najlepszy scenariusz adaptowany − Alan Bennett
- nominacja: nagroda im. Anthony’ego Asquita za najlepszą muzykę − George Fenton
- nominacja: najlepsze zdjęcia − Andrew Dunn
- nominacja: najlepsza scenografia − Ken Adam
- nominacja: najlepsze kostiumy − Mark Thompson
- nominacja: najlepszy montaż − Tariq Anwar
- nominacja: najlepszy dźwięk − Christopher Ackland, David Crozier i Robin O’Donoghue

48. MFF w Cannes
- najlepsza aktorka − Helen Mirren
- nominacja: Złota Palma − Nicholas Hytner